# 梅德韦河
梅德韦河（River Medway）是位於東南英格蘭的一條河流。梅德韦河全長70英里（113公里），其中大部分河段位於薩塞克斯郡，還有小部分河段位於肯特郡。梅德韦河的流域面積是2409平方公里（930平方英里），在英國南部僅次於泰晤士河。